# چینادورای دشموتو
چینادورای دشموتو (انگلیسی: Chinadorai Deshmutu؛ زادهٔ ۲۶ اکتبر ۱۹۳۲) بازیکن هاکی روی چمن اهل هند بود.
وی به‌همراه تیم ملی هاکی روی چمن مردان هند به قهرمانی بازی‌های المپیک تابستانی ۱۹۵۲ دست پیدا کرده‌است.